# Petrus van der Aa
Petrus van der Aa (latinizzato Petrus Vanderanus, francesizzato Pierre van der AA; Lovanio, 1530 – Lussemburgo, 1594) è stato un giurista belga.
Fu docente di diritto all'Università di Lovanio.
Già nel 1558, ancor prima che Petrus van der Aa scrivesse il suo dottorato, apparve la sua prima opera a Lovanio presso Stephan Valerius in piccola tiratura: il Prochiron sive Enchiridion judiciarum, con una prefazione De ordine judiciario apud veteres usitato. La sua seconda opera Commentarii de privilegiis creditorum, che apparve dopo la firma della prefazione ad Anversa nel 1560, fu pubblicata nel Tractatus tractatuum juris (Bd. 18, p. 110 segg.) e nel Novus thesaurus juris civilis et canonici (Bd. 2, p. 671 segg.). Dedicato a Joachim Hopper, trattava, tra le altre cose, le procedure con cui i creditori potevano far valere i propri diritti e la questione di cui gli eredi delle persone decedute erano responsabili nei confronti dei creditori. 
L'autore tuttavia deve la sua grande reputazione probabilmente meno a questi scritti rispetto al suo lavoro pratico.

## Opere
- Prochiron sive Enchiridon Judiciarum, Lovanio, 1558; con una prefazione De ordine judiciario apud veteres usitato.
- De privilegiis creditorum commentarius, ad Joachimum Hopperum, Anversa, 1560; riedito in Tractatus Tractatuum, Vol. XVIII e Nov. Thesaurus II.[1]